# K리그 연고지
대한민국 프로축구 K리그의 지역 연고지 제도 및 소속 구단들의 연고지와 관련된 문서이다.

## 지역 연고지 제도 미시행 기간 (1983–1986시즌)
1983년에 한국 프로축구는 수퍼리그라는 명칭으로 2개의 프로축구단과  3개의 실업축구단 총 5개의 축구 구단으로 출범하였다.
- 한국 프로축구 원년 1983시즌 수퍼리그 참가 구단과 연고지 현황[2][3]

| 구단            | 연고지         | 마스코트 | 비고             |
| --------------- | -------------- | -------- | ---------------- |
| 할렐루야 축구단 | 강원+충남+충북 | 독수리   | 프로축구단 제1호 |
| 유공 축구단     | 서울+인천+경기 | 코끼리   | 프로축구단 제2호 |
| 포항제철 축구단 | 대구+경북      | 돌고래   |                  |
| 국민은행 축구단 | 전남+전북      | 까치     |                  |
| 대우 축구단     | 부산+경남      | 왕관     |                  |

위와 같이 형식상 모든 구단들이 연고지를 배정받고 출범을 했지만 자신의 연고지에서 홈경기를 개최하고 상대 구단의 연고지를 방문해서 원정 경기를 치르는 홈 앤드 어웨이 방식이 아니고 서울, 부산, 대구, 인천, 광주, 마산, 청주, 강릉 등 전국 여러 도시들을 모든 구단들이 방문하여 한 경기장에서 해당 라운드 경기들을 모두 소화하는 '전국 도시별 순회 개최 방식' (일명 전국 투어 방식)이었다. 당시 언론에서는 이렇게 전국을 순회하며 한 도시에서 경기를 치루는 라운드를 해당 도시명에 따라 부산 시리즈, 광주 시리즈 이런식으로 표기했다.
부연하자면 원래는 리그 출범 당시부터 지역 연고지 제도 개념을 도입해서 홈 앤드 어웨이 방식으로 리그를 운영하려 하였으나, 1986년 아시안 게임과 1988년 올림픽에 프로 선수들의 출전 가능 여부가 확정되지 않았기 때문에 당시 체육부는 프로리그와 아마리그를 혼합해서 운영하라는 방침을 내렸고 덧붙여 지역감정을 악화시킬 수 있다는 정부의 우려 때문에 프로스포츠의 기본인 홈 앤드 어웨이를 기본으로 하는 지역 연고지 제도를 실시하지 못 하였다. 즉 당시 국제 올림픽 위원회 (IOC)는 아마추어리즘을 고수하고 있었기 때문에 완전한 프로리그로 운영시 대한민국에서 열리는 1986년 아시안 게임과 1988년 올림픽에서 프로 선수들의 출전이 제한되어 베스트 전력을 구축하는데 문제가 생길 수 있는 점과 지역감정을 악화시킬 수 있다는 점을 우려하여 프로축구는 홈 앤드 어웨이를 기본으로 하는 지역 연고지 제도를 실시하지 못 하게 하여 '전국 도시별 순회 개최 방식'으로 운영을 한 것이다. 한편 1982년 출범한 프로야구 역시 지역감정을 악화시킬 수 있다는 이유로 홈 앤드 어웨이를 기본으로 하는 지역 연고지 제도를 정부에서 반대했지만 프로야구 행정가들이 '지역 연고지 제도가 프로야구 흥행의 유일한 방책'이라는 점을 강조하여 원년부터 지역 연고지 제도가 실시되었다.
1986년 축구대제전 위원회는 인기몰이를 위해 1986시즌부터 지역 연고제를 도입하여 홈 앤드 어웨이로 경기를 펼친다는 방침을 정하였지만, 당시 프로 스포츠를 감독하던 체육부는 이러한 요청을 받은 후 이번에도 "지역 감정 유발"의 요인이 될 수 있다는 구실로 지역 연고제에 의한 리그 운영을 허용하지 않았으며, 계속해서 '전국 도시별 순회 개최 방식'으로 리그가 운영되었다. 이러한 '전국 도시별 순회 개최 방식'은 수퍼리그 원년인 1983시즌부터 1986시즌까지 4시즌 동안 진행되었다.
1987년 1월, 대한축구협회는 홈 앤드 어웨이 시스템으로 리그를 운영하는 원칙을 확정하였으며, 각 구단 단장들의 협의 하에 1987시즌부터 각 구단의 연고지에서 홈 경기를 개최하고 연고지 관중들을 끌어 모으기 위해 노력하였다.
1984시즌 수퍼리그에 신생구단 현대와 럭키금성 그리고 실업리그인 1983 코리안리그 우승 팀으로
수퍼리그 진출권을 따낸 한일은행이 추가로 리그에 참가하면서 기존 연고지 배분에 일부 조정을 하게 된다.
할렐루야의 강원+충남+충북의 연고지를 분할하여 할렐루야는 강원 연고 구단, 럭키금성이 충남+충북 연고 구단이 되었다. 그리고 유공의 서울+인천+경기의 연고지를 분할하여 유공은 서울 연고 구단, 현대는 인천+경기 연고 구단이 되었으며 한일은행의 연고지는 미정이었으며 그 후 연고지가 확정되었는지는 미상이다.
그리고 1985시즌 전남+전북을 연고지로 하던 국민은행이 리그에서 탈퇴하자 강원 연고의 할렐루야가 전남+전북 즉 호남으로 연고지를 이전하였으며
 그 후 1985시즌을 마지막으로 할렐루야가 실업축구단으로 전환하여 수퍼리그에 탈퇴하자 1984년까지 할렐루야의 연고지였던 강원을 현대가 이어받아 1986시즌 현대의 연고지는 인천+경기+강원이 되었다.

- 원년 1983시즌–1986시즌 리그 참가 구단과 연고지 현황

| 구단               | 연고지               | 비고                                                                                |
| ------------------ | -------------------- | ----------------------------------------------------------------------------------- |
| 할렐루야 축구단    | 전남+전북(1985)      | 강원+충남+충북(1983) ▶ 강원(1984) ▶ 전남+전북(1984–1985시즌)을 끝으로 수퍼리그 탈퇴 |
| 유공 축구단 코끼리 | 서울(1984-1986)      | 서울+인천+경기(1983) ▶ 서울(1984–1986)                                              |
| 포항제철 아톰즈    | 대구+경북(1983–1986) | 연고지 이전 없음                                                                    |
| 국민은행 축구단    | 전남+전북(1983–1984) | 연고지 이전 없음: 1984시즌을 끝으로 수퍼리그 탈퇴                                   |
| 대우 로얄즈        | 부산+경남(1983–1986) | 연고지 이전 없음                                                                    |
| 현대 호랑이        | 인천+경기+강원(1986) | 인천+경기(1984–1985): 인천+경기+강원(1986)                                          |
| 럭키금성 황소      | 충남+충북(1984–1986) | 연고지 이전 없음                                                                    |
| 한일은행           | 미상(1984–1986)      | 연고지 이전 없음: 1986시즌을 끝으로 수퍼리그 탈퇴                                   |

## 최초 지역 연고지 제도 - 광역 지역 연고지 제도 시행 (1987–1989시즌)
드디어 1987시즌부터 각 구단들이 지역 연고지 제도 중 광역지역연고제를 실시하여 그 동안 특정 도시를 방문하여 해당 라운드를 모든 구단들이 한꺼번에
치르는 투어 리그 경기 운영 시스템을 폐지하였다. 이에 따라 자신의 본래 연고지에서 홈 경기를 개최하고 상대 구단의 연고지를 방문해서 원정 경기를 치르는
홈 앤드 어웨이 방식의 리그 경기 운영 시스템이 한국 프로축구 사상 공식적으로 처음 시작되었다.
그리고 입장 수입을 홈구단이 관리하는등 프로축구다운 운영이 시작되었으며 아마추어 구단들을 배제하고 순수 프로 구단들만 참가하기 시작한 해가 1987년으로 어떻게 보면 진정한 한국 프로축구 원년은 1987시즌이라고 말할 수 있다. 원년과 비교하여 구단별 연고지 현황은 할렐루야의 실업축구단 전환으로 인하여 비어있던 강원도 연고가 현대의 연고지로 재조정되고 서울+인천+경기 이렇게 광역 지역 연고지였던 유공은 서울을 제외하고 인천+경기로 연고지 범위를 좁힌다.

서울 연고지는 당시 프로축구위원회가 1987년부터 서울을 연고지로 개방하지 않고 공동관리지역으로 묶어두었는데 이는 1989년 일화 천마가 서울 연고 구단으로 리그에 참가할때까지 지속되었다.
- 1987시즌 리그 참가 구단과 연고지 현황

| 구단            | 연고지    | 비고                |
| --------------- | --------- | ------------------- |
| 포항제철 아톰즈 | 대구+경북 | 광역지역연고제 도입 |
| 유공 코끼리     | 인천+경기 | 광역지역연고제 도입 |
| 대우 로얄즈     | 부산+경남 | 광역지역연고제 도입 |
| 현대 호랑이     | 강원      | 광역지역연고제 도입 |
| 럭키금성 황소   | 충청      | 광역지역연고제 도입 |

1987시즌 한국 프로축구 역사상 처음으로 지역연고제(광역지역연고제)를 도입하여 모든 구단들이 연고지 내에서 홈경기를 개최하고 중립 도시에서의 경기를 최대한 줄이면서 지역 연고 정착을 위한 노력을 강력하게 시행했다.
지역연고제 실시 원년인 1987년은 그래도 대우 로얄즈는 부산, 포항제철은 대구, 럭키금성은 대전 이렇게 사실상 연고지였던 주연고지에서 대부분의 홈경기를 개최하였지만 이들 대도시의 부산구덕운동장, 대구시민운동장, 대전한밭종합운동장이 88 서울 올림픽의 축구 종목 경기장으로 지정되어 사용금지가 내려져 1988년부터 주연고지인 부산, 대구, 대전에서 홈경기를 대폭 줄이거나 개최를 아예 못하게 되었다.
참고로 역시 88 서울 올림픽의 축구 경기장으로 지정된 서울 동대문운동장과 광주무등경기장의 경우도 사용이 금지되어 1987년에는 중립경기를 한 경기도 개최하지 못 하였고 88 서울 올림픽이 폐막된 이후 다시 프로축구 경기가 본격적으로 개최될 수 있었다.
그리하여 1988년 대우 로얄즈는 부산에서 개최 못하는 홈경기를 경남 지역인 마산 그리고 럭키금성은 대전에서 개최 못하는 홈경기를 청주와 천안에서 개최하였는데 1987년에는 프로야구가 그랬던 것처럼 홈팀은 흰색, 원정팀은 유색 유니폼을 입었으며 주말 2연전이 새롭게 도입됐으나 선수 부상 등의 문제점이 생기자 1년 만에 폐지됐으며 다음 해부터 홈팀은 유색, 원정팀은 흰색 유니폼을 입는 것으로 변경됐다.
한편 포항제철은 1987년 주연고지인 대구를 포기하고 아예 포항을 새로운 연고지로 하여  대부분의 홈경기를 개최하면서 사실상 도시지역연고제로 전환하였으며 마찬가지로 대우 역시 1989년 부산+경남 광역지역연고제하에서 경남 지역을 포기하고 부산을 연고지로 하여 대부분의 홈경기를 개최하며 사실상 도시지역연고제로 전환하였다.
그리고 1989년 일화 천마 프로축구단이 서울시 단독 도시 연고 구단으로 창단을 하여 실질적으로 광역지역연고제를 전 프로축구단들이 시행한 해는 1987시즌 단 한 시즌인데 이 해에는 앞서 본 것처럼 주말 2연전이 새롭게 도입됐으나 선수 부상 등의 문제점이 생기자 1년 만에 폐지됐다.
- 1987-1989시즌 광역지역연고제 시기 중 실제 연고지에서의 홈경기 비율

예시 구단
 
럭키금성 황소-충청 광역지역연고제(1987-1989시즌: 기간 3년)

현대 호랑이-강원 광역지역연고제(1987-1989시즌: 기간 3년)
| 구단          | 연고지 홈경기수    | 비연고지 홈경기수   | 홈경기수 합계 |
| ------------- | ------------------ | ------------------- | ------------- |
| 럭키금성 황소 | 충청 - 39경기(81%) | 비충청 - 9경기(19%) | 48경기        |
| 현대 호랑이   | 강원 - 40경기(87%) | 비강원 - 8경기(13%) | 48경기        |

### 호남 연고지 확대 실패 (1984–1990년)
1980년대 영호남 지역주의를 적절히 이용한 프로야구가 인기 프로 스포츠로 자리잡는 것에 자극받은 당시 한국프로축구위원회를 비롯한 축구인들은 호남 연고 프로축구팀이 있어야 영남팀들과 대결을 통해 프로축구판 전체에 열기를 지피고 전국민적인 관심을 받을 수 있다고 판단하여 호남 연고팀 창단을 추진한다.
그리하여 1984년도부터 쌍방울 등의 단독 창단이 시도 되었다가 무산되고 여러 가지 혼란을 겪은 후 1987년 9월 광주고속, 미원, 쌍방울, 삼양사, 아남산업, 조선내화, 영진약품, 세방기업 이렇게 8개 호남 연고 기업들이 컨소시엄을 구성하여 호남 프로축구 주식회사를 설립하는 것을 합의하고 드디어 호남 연고 프로축구단이 출범하는 것이 기정사실화되었다.
하지만 막판 기업들의 지분관계 등의 문제로 창단이 연기 되었고 미원그룹이 단독으로 창단한다고 발표했다가 다시 경영진과의 마찰로 창단 번복을 하였다.
이 당시 1987년 호남축구팀이 탄생 일보직전에 물거품이 된 것과 관련 호남 축구인들은 두 가지 아쉬움을 가졌는데 호남의 대표기업인 금호그룹의 미온적 태도와 이 당시 호남팀 창단을 위해 적극적으로 활동했던 전북축구협회회장이자 한일비계건설 사장인 한수일 회장의 교통사고로 인한 갑작스런 죽음이었다.
그 후 호남 연고팀 창단이 1988년에 이르러 호남 연고 기업들이 다시 모여서 지분 조정등 활기를 뛰기도 했지만 당시 창단을 주도하던 실무주역 정치인들이 당시 총선에서 모두 낙선하면서 사실상 실패로 끝났다. 그 후 당시 대한축구협회장이었던 김우중 회장이 직접 나서 당시 금호그룹 박성용 회장으로부터 창단에 관련된 긍정적인 답변을 얻었고 금호그룹 역시 아시아나항공 설립 이후 기업홍보 차원에서 프로축구단 창단 방침을 세웠지만 역시 무산되었으며 당시 신생 구단으로 창단 의사를 밝힌 일화 천마를 호남 연고 구단으로 출범 시키기 위해 축구계와 일화 축구단 모두 호남 출신 선수들을 배정하면서 선수단 반을 호남 출신 선수로 채우고 여러모로 노력을 했지만 이번에는 호남 지역에서 통일교라는 이유로 반발이 있어서 또다시 실패하게 되었다. 1989년 2월 김우중 대한축구협회장이 재신임되고 호남 연고 프로축구단 창단에 주력하여 한국 축구의 획기적인 발전을 꾀하겠다고 천명하였으며 1990년에도 계속해서 금호그룹에 프로축구단 창단을 권유했지만 실패했으며 호남 연고 구단의 창단에 대한축구협회가 전력을 경주하고 잘 되지않을 경우 당시 김우중 회장의 말대로 대우팀을 호남연고로 할 것을 각 구단 구단주들이 요구하기도 하였지만 모두 무산되었다.

## 광역 지역 연고제에서 도시 지역 연고제로 전환 완료 (1990–1993시즌)
그동안 시행되어온 광역지역연고제가 시와 도로 이루어진 광활한 광역 지역 연고지로 인해 지역 연고 정착이 어렵고 흥행 실패의 원인으로 지목되었다. 따라서 단일 도시로 연고지를 한정하는 도시지역연고제로 전환을 추진하였고 1989년 10월 16일 프로축구 특별위원회에서 승인되어 1990시즌부터 공식적으로 실시하기로 결정되었다.

구단별로 살펴보면 이미 현대는 강원도에서 울산, 럭키금성은 충청도에서 서울, 유공은 인천+경기 지역에서 서울로 연고지 이전을 1988년 초부터 추진하고 있었기 때문에 기존 요구대로 강원도 연고의 현대와 충청도 연고의 럭키금성이 각각 강원도에서 울산 그리고 충청도에서 서울로 연고지 이전이 승인되어 1990년부터 울산과 서울에서 홈경기를 개최하게 되었으며 광역지역연고제하에서 1988년부터 포항을 주연고지로 하여  홈경기를 개최한 포항제철과 1989년부터 부산을 주연고지로 하여 홈경기를 펼친 대우가 1990년도부터 포항과 부산을 연고지로 하는 도시지역연고제로 전환을 공식화했다.
1990시즌까지 유공 코끼리는 광역 지역 연고지인 인천+경기 지역에서 홈 경기 개최를 지속했지만 1990년 12월 15일 인천+경기 지역연고권을 서울로 변경하는 요청이 프로축구특별위원회에서 승인이 되어 1991시즌부터 서울 연고 구단으로 리그에 참가하게 되었다.
 이로써 1991시즌부터 모든 구단들의 도시지역연고제 전환이 완료되었으며 이 기간동안 각 구단들이 자신의 연고지에서 적극적인 지역연고정착 활동을 시행하였으며 그 결과 1991시즌 관중수가 1990시즌과 비교하여 두배로 성장하는 효과를 누렸으며. 지역연고제가 뿌리를 내리고 있는 것으로 평가되었다. 또한 1992년에는 당시 서울을 연고지로 하던 일화, LG, 유공은 팬확보를 위해 서울 동대문 운동장에서 열리는 경기를 공동으로 집중 홍보하고 3개 구단의 연간회원권을 호환성 있게 사용하는 공동마케팅을 시행하였으며 1993년에는 어린이팬 확보를 위해 어린이표를 신설하고 또한 호환성 있게 사용하던 3개 구단의 연간회원권을 연고 의식을 높이기 위해 주최구단의 홈경기에만 사용할 수 있도록 하였다. 특히 LG 프로축구단 가운데서는 처음으로 흥행을 주관하는 영업팀과 홍보팀을 두고 프로경기를 상품화하고 어린이 여름캠프, 치타스배 축구대회, 팬 해외여행 실시, 어린이 축구교실, 팬 승부차기 행사, 특석지정좌석제, 경기실황 현장 중계 등 다양한 이벤트를 선보이고 팬서비스에 앞장섰으며 경품 제공까지 실시하며 서울에서 연고지 정착을 위해 노력하였다. 그 결과 1992시즌의 경우에는 1990시즌 구단수익이 1억 8천 500만원에서 9억 3천 500만원으로 늘어났으며 평균관중수 역시 약 3천 800명에서 약 1만 200명으로 근 3배의 성장을 보였다.
- 1991시즌 리그 참가 구단과 연고지 현황

| 구단            | 연고지 | 비고                             |
| --------------- | ------ | -------------------------------- |
| 일화 천마       | 서울   | 서울 도시 연고로 리그 참가(1989) |
| 포항제철 아톰즈 | 포항   | 대구+경북 ▶ 포항(1990 / 1988)    |
| 대우 로얄즈     | 부산   | 부산+경남 ▶ 부산(1990 / 1989)    |
| 현대 호랑이     | 울산   | 강원 ▶ 울산(1990)                |
| 럭키금성 황소   | 충청   | 충청 ▶ 서울(1990)                |
| 유공 코끼리     | 서울   | 인천+경기▶ 서울(1991)            |

- 1990-1995시즌 도시지역연고제 시기 중 실제 연고지에서 홈경기 비율

예시 구단
 
※ 럭키금성 황소/LG 치타스-서울 도시지역연고제(1990-1995시즌: 기간 5년)

※ 현대 호랑이-울산 도시지역연고제(1990-1995시즌: 기간 5년) 
| 구단                    | 연고지 홈경기수    | 비연고지 홈경기수    | 홈경기수 합계 |
| ----------------------- | ------------------ | -------------------- | ------------- |
| 럭키금성 황소/LG 치타스 | 서울 - 74경기(69%) | 비서울 - 34경기(31%) | 108경기       |
| 현대 호랑이             | 울산 - 99경기(92%) | 비울산 - 9경기(8%)   | 108경기       |

## 광역 지역 연고지 제도 구단의 재등장 (1994–1995시즌)
1994시즌 전북 버팔로가 광역 연고지인 전라북도를 연고로 리그에 참가하고 그 해 말 해체가
되었다. 그러나 그 해 말 현대자동차가 주축이 되어 선수단을 선별 흡수하여 1995시즌 전북 다이노스로 창단하여
현재의 전북 현대 모터스가 되었으며 1995년 전남 드래곤즈가 역시 광역 연고지인
전라남도를 연고로 리그에 참가하였다.
- 1995시즌 리그 참가 구단과 연고지 현황

| 지역   | 연고지 | 구단          | 비고                                   |
| ------ | ------ | ------------- | -------------------------------------- |
| 수도권 | 서울   | 일화 천마     | 도시지역연고제 확립(1989)              |
| 수도권 | 서울   | LG 치타스     | 도시지역연고제 확립(1990)              |
| 수도권 | 서울   | 유공 코끼리   | 도시지역연고제 확립(1991)              |
| 영남권 | 포항   | 포항 아톰즈   | 도시지역연고제 확립(1990)              |
| 영남권 | 부산   | 대우 로얄즈   | 도시지역연고제 확립(1990)              |
| 영남권 | 울산   | 현대 호랑이   | 도시지역연고제 확립(1990)              |
| 호남권 | 전북   | 전북 다이노스 | 전라북도 광역 연고로 리그 참가(1995)가 |
| 호남권 | 전남   | 전남 드래곤즈 | 전라남도 광역 연고로 리그 참가(1995)   |

가 전북 버팔로는 한국프로축구연맹에 의해 공식적으로 해체된 구단으로 규정되고 있기 때문에
전북 다이노스를 1995년 리그 참가로 표기한다.

## 완전 지역 연고지 제도 시행 (1996시즌–현재)
한국프로축구연맹과 대한민국 정부는 2002년 월드컵 유치를 위해 전국적인 프로축구 열기 확산과 서울의 축구전용구장 건설을 목표로서울 연고 공동화 정책을 시행하였다. 1995년 말까지 서울 전용구장 건립계획을 수립하는 구단에 대해서만 서울 잔류를 허용한다는 이 정책에 따라 당시 서울특별시를 연고지로 하고 있었던 일화 천마 (현 성남 FC), LG 치타스 (현 FC 서울), 유공 코끼리 (현 제주 유나이티드) 등 3개 프로축구단들은 다른 지역으로 이전하였고 서울 연고지는 공동화(空洞化) 되었다.
그리고 1996년부터 구단명에 지역명을 의무적으로 포함시켰다.
- 1996시즌 리그 참가 구단과 연고지 현황

| 구단               | 연고지 | 비고                             |
| ------------------ | ------ | -------------------------------- |
| 부천 유공          | 부천   | 서울 ▶ 부천(1996)                |
| 안양 LG 치타스     | 안양   | 서울 ▶ 안양(1996)                |
| 천안 일화 천마     | 천안   | 서울 ▶ 천안(1996)                |
| 포항 아톰즈        | 포항   | 변동 사항 없음                   |
| 부산 대우 로얄즈   | 부산   | 변동 사항 없음                   |
| 울산 현대 호랑이   | 울산   | 변동 사항 없음                   |
| 전북 다이노스      | 전북   | 변동 사항 없음                   |
| 전남 드래곤즈      | 전남   | 변동 사항 없음                   |
| 수원 삼성 블루윙즈 | 수원   | 수원 도시 연고로 리그 참가(1996) |

- 1996~2003 완전지역연고제 시기 중 실제 연고지에서의 홈경기 비율

예시 구단
 
※ 안양 LG 치타스-안양 완전지역연고제(1996-2003시즌: 기간 8년)

※ 울산 현대 호랑이-울산 완전지역연고제(1996-2004시즌: 기간 9년)
 
(2001시즌 안양 경기장 개보수로 인해 후반기 홈경기가 목동에서 개최되어 기록 합산에서 제외)
| 구단             | 연고지 홈경기수     | 비연고지 홈경기수    | 홈경기수 합계 |
| ---------------- | ------------------- | -------------------- | ------------- |
| 안양 LG 치타스   | 안양 - 99경기(73%)  | 비안양 - 36경기(27%) | 135경기       |
| 울산 현대 호랑이 | 울산 - 163경기(96%) | 비울산 - 7경기(4%)   | 170경기       |

### 제도의 정착 (2005시즌–현재) 및 논란
1996년 서울 연고 공동화 정책으로 인해 서울에서 수도권 등지로 연고지 이전했던 3개 구단들이 2000년 천안 일화 천마가 성남, 2004년 안양 LG 치타스가 서울, 마지막으로 2006년 부천 SK가 제주를 연고로 하여  각각 연고지 이전을 다시 한번 하였다.
또한 구단이 존재하지 않던 지역에서 새롭게 구단을 창단하도록 하였고, 이 과정에서 4개 구단이 신규 창단되었다. 또한, 기존에 존재하던 군인 축구단인 상무 불사조가 광주를 연고로 하여 2003년부터 참가하기도 하였다. 그러나 광주 상무의 경우 광주광역시가 5년 내에 시민구단이 창단하는 것을 조건으로 한시적으로 참여하는 것이었고, 광주가 2008년 말에 이에 난색을 표명함으로써 논란이 일었다. 이 논란은 일단 광주와 국군체육부대와의 연고 계약을 2년 연장하는 대신 그 기간 동안 광주가 속히 시민구단을 창단하는 조건으로 종결되었다.
2003 시즌 안양 LG 치타스가 창원에서 포항 스틸러스가 상주에서 홈경기를 개최하고 2004 시즌 울산 현대 호랑이가 마산과 창원에서 홈경기를 개최하는 것과 같이 자신의 연고지가 아닌 중립 도시에서 경기를 가지는 구태가 여전히 남아 있었지만, 2005 시즌부터 완벽한 프로축구단이 아닌 광주 상무(연관없는 중립 도시가 아닌 광주 인근 도시인 보성, 영광 등지에서 매년 한 경기 정도의 경기를 개최하였다.)를 제외하고는 도시 연고를 가지는 구단이나 광역 연고를 가지는 구단 모두 자기의 연고지에서만 홈 경기를 하는 홈 앤드 어웨이 시스템이 철저하게 지켜지키 시작했다.
- 2006 시즌 리그 참가 구단과 연고지 현황

| 구단               | 연고지 | 비고                             |
| ------------------ | ------ | -------------------------------- |
| 성남 일화 천마     | 성남   | 천안 ▶ 성남(2000)                |
| FC 서울            | 서울   | 안양 ▶ 서울(2004)                |
| 제주 유나이티드    | 제주   | 부천 ▶ 제주(2006)                |
| 포항 스틸러스      | 포항   | 변동 사항 없음                   |
| 부산 아이파크      | 부산   | 변동 사항 없음                   |
| 울산 현대 호랑이   | 울산   | 변동 사항 없음                   |
| 전북 현대 모터스   | 전북   | 변동 사항 없음                   |
| 전남 드래곤즈      | 전남   | 변동 사항 없음                   |
| 수원 삼성 블루윙즈 | 수원   | 수원 도시 연고로 리그 참가(1996) |
| 대전 시티즌        | 대전   | 대전 도시 연고로 리그 참가(1997) |
| 대구 FC            | 대구   | 대구 도시 연고로 리그 참가(2003) |
| 광주 상무          | 광주   | 광주 도시 연고로 리그 참가(2003) |
| 인천 유나이티드    | 인천   | 인천 도시 연고로 리그 참가(2004) |

## 요약
K리그에서 공식적인 지역 연고지 제도의 시발점은 광역지역연고제로 리그를 운영한
1987시즌으로 초창기 연고지내에서만 홈경기를 개최하고 중립경기를 최대한 배제하면서 강력하게 시행되었지만
당시 지역별 거점 대도시에서의 흥행 실패로 인해 1990시즌을 기점으로 도시지역연고제로 전환이 시작되어 1991시즌 유공 코끼리를 마지막으로 모든 구단들이 도시지역연고제로 전환하였다.
그 후 1996시즌부터 기존의 지역연고제를 보완하여  구단 명칭 앞에 연고지역명을 붙이고 이를 언론에 공표함으로써 더욱더 연고의식을 고취시키기 위한 의지를 담은 완전지역연고제가 시행되어 현재에 이르고 있다.
2005시즌부터 한국 프로축구 K리그에서 구단의 연고지와 상관 없는 지역에서 개최하던 중립 경기가 드물게 되었지만, 2010년대 이후에도 구단의 연고지가 아닌 곳에서 개최한 경기가 있었는데 울산 현대의 서산 홈경기 (2011년 5월 15일), 광주 FC의 목포 홈경기 (2015년 4월 12일, 4월 18일, 4월 26일), 고양 Hi FC의 파주 홈경기 (2015년 11월 1일)가 그렇다.

### 현재 K리그 구단별 연고지 참가 연도
2021년 기준으로 1부 K리그1 12개 구단과 2부 K리그2의 10개 구단 총 22개 구단들의 연고지 연고지 참가 연도는 다음과 같다.
- 도시 연고 구단

서울(2개 구단), 부산, 대구, 인천, 광주, 대전, 울산, 수원(2개 구단), 포항, 성남, 상주, 부천, 아산, 안양,  안산
- 광역 연고 구단

전북, 전남, 경남, 제주, 강원
| 구단               | 연고지 | 비고                 |
| ------------------ | ------ | -------------------- |
| 포항 스틸러스      | 포항   | 도시 연고(1990–현재) |
| 부산 아이파크      | 부산   | 도시 연고(1990–현재) |
| 울산 현대          | 울산   | 도시 연고(1990–현재) |
| 전북 현대 모터스   | 전북   | 광역 연고(1995–현재) |
| 전남 드래곤즈      | 전남   | 광역 연고(1995–현재) |
| 수원 삼성 블루윙즈 | 수원   | 도시 연고(1996–현재) |
| 대전 하나 시티즌   | 대전   | 도시 연고(1997–현재) |
| 성남 FC            | 성남   | 도시 연고(2000–현재) |
| 대구 FC            | 대구   | 도시 연고(2003–현재) |
| FC 서울            | 서울   | 도시 연고(2004–현재) |
| 인천 유나이티드    | 인천   | 도시 연고(2004–현재) |
| 제주 유나이티드    | 제주   | 광역 연고(2006–현재) |
| 경남 FC            | 경남   | 광역 연고(2006–현재) |
| 강원 FC            | 강원   | 광역 연고(2009–현재) |
| 광주 FC            | 광주   | 도시 연고(2011–현재) |
| 부천 FC 1995       | 부천   | 도시 연고(2013–현재) |
| 수원 FC            | 수원   | 도시 연고(2013–현재) |
| FC 안양            | 안양   | 도시 연고(2013–현재) |
| 서울 이랜드 FC     | 서울   | 도시 연고(2015–현재) |
| 안산 그리너스      | 안산   | 도시 연고(2017–현재) |
| 충남 아산          | 아산   | 도시 연고(2020–현재) |
| 김천 상무          | 상주   | 도시 연고(2021–현재) |

### 현재 K리그 구단별 연고지 이전 역사
(1) 한국 프로축구 K리그에 실질적으로 공식 지역 연고제가 시행된 해는 1987시즌부터이고 원년인 1983시즌부터 1986시즌까지는 전구단들이 연고지를 가지고 있었지만 홈 앤드 어웨이 리그 시스템이 아니고 전국 여러 도시들을 모든 구단들이 방문하여 한 경기장에서 해당 라운드 경기들을 모두 소화하는 방식이었다.
(2) 1984시즌 수퍼리그에 신생구단 현대와 럭키금성이 리그에 참가하면서 기존 연고지 배분에 일부 조정을 하게 된다. 할렐루야의 강원+충남+충북의 연고지를 분할하여 할렐루야는 강원 연고 구단, 럭키금성이 충남+충북 연고 구단이 되었다. 그리고 유공의 서울+인천+경기의 연고지를 분할하여 유공은 서울 연고 구단, 현대는 인천+경기연고 구단이 되었다.
(3) 포항, 부산, 서울은 리그 참가 당시 최초 연고지와 공식 지역 연고제가 시행된 1987시즌의 연고지가 동일하지만 제주는 최초 연고지 서울+인천+경기에서 1984시즌 서울로 연고지를 변경했다가 1987시즌부터 다시 인천+경기로 연고지를 변경하였으며 울산은 최초 연고지 인천+경기에서 1986시즌 할렐루야의 해체로 주인이 없어진 강원 연고를 흡수하여 인천+경기+강원 연고 구단이 되었다.
(4) 1987년–1989년 광역지역연고제 시행 기간에 연고지역을 부산+경남, 대구+경북, 인천+경기, 충청 이렇게 표기를 했지만 사실상 연고지는 부산, 대구, 인천, 대전이었는데 1987년에는 주말 2연전이 새롭게 도입됐다.
하지만 1982년부터 지역연고제를 실시했던 프로야구에 이미 대도시 연고지들을 선점 당하였고 당시 경기장들의 사정으로 인해 경기를 많이 가지지 못하는 등 악재가 겹치면서 사실상 연고지였던 대도시들에서 연고지 정착을 하기 어려워 대구+경북의 포항제철, 인천+경기의 유공, 충청의 럭키금성은 주연고지인 대구, 인천, 대전을 포기하기에 이르며 급기야 선수 부상 등의 문제점이 생기자 1987년에 시행된 주말 2연전은 1년 만에 폐지됐다.
| 구단               | 최초 리그 참가 연고지(연도) | 지역연고제 미시행시대 (1983–1986) | 지역연고제 시행시대 (1987–현재)                                                                            |
| ------------------ | --------------------------- | --------------------------------- | --- |
| 포항 스틸러스      | 대구+경북(1983)             | 연고지 이전 없음                  | 대구+경북(1987–1989) ▶ 포항(1990 / 1988가–현재)                                                            |
| 제주 유나이티드    | 서울+인천+경기(1983)        | 서울(1984–1986)                   | 인천+경기(1987–1990) ▶ 서울(1991–1995) ▶ 부천 / 서울 목동(1996–2000)나 ▶ 부천(2001–2005) ▶ 제주(2006–현재) |
| 부산 아이파크      | 부산+경남(1983)             | 연고지 이전 없음                  | 부산+경남(1987–1989) ▶ 부산(1990 / 1989가–현재)                                                            |
| 울산 현대          | 인천+경기(1984–1985)        | 인천+경기+강원(1986)              | 강원(1987–1989) ▶ 울산(1990–현재)                                                                          |
| FC 서울            | 충청(1984)                  | 연고지 이전 없음                  | 충청(1987–1989) ▶ 서울(1990–1995) ▶ 안양(1996–2003) ▶ 서울(2004–현재)                                      |
| 성남 FC            | 서울(1989)                  | 해당 사항 없음                    | 천안(1996–1999) ▶ 성남(2000–현재)                                                                          |
| 전북 현대 모터스   | 전북(1995)                  | 해당 사항 없음                    | 연고지 이전 없음                                                                                           |
| 전남 드래곤즈      | 전남(1995)                  | 해당 사항 없음                    | 연고지 이전 없음                                                                                           |
| 수원 삼성 블루윙즈 | 수원(1996)                  | 해당 사항 없음                    | 연고지 이전 없음                                                                                           |
| 대전 시티즌        | 대전(1997)                  | 해당 사항 없음                    | 연고지 이전 없음                                                                                           |
| 대구 FC            | 대구(2003)                  | 해당 사항 없음                    | 연고지 이전 없음                                                                                           |
| 김천 상무          | 광주(2003)                  | 해당 사항 없음                    | 광주(2003–2010) ▶ 상주(2011–2020) ▶ 김천(2021–현재)                                                        |
| 인천 유나이티드    | 인천(2004)                  | 해당 사항 없음                    | 연고지 이전 없음                                                                                           |
| 경남 FC            | 경남(2006)                  | 해당 사항 없음                    | 연고지 이전 없음                                                                                           |
| 강원 FC            | 강원(2009)                  | 해당 사항 없음                    | 연고지 이전 없음                                                                                           |
| 광주 FC            | 광주(2011)                  | 해당 사항 없음                    | 연고지 이전 없음                                                                                           |
| 부천 FC 1995       | 부천(2013)                  | 해당 사항 없음                    | 연고지 이전 없음                                                                                           |
| 수원 FC            | 수원(2013)                  | 해당 사항 없음                    | 연고지 이전 없음                                                                                           |
| FC 안양            | 안양(2013)                  | 해당 사항 없음                    | 연고지 이전 없음                                                                                           |
| 아산 무궁화        | 무연고                      | 해당 사항 없음                    | 무연고(2013) ▶ 안산(2014–2016) ▶ 아산(2017–2019)                                                           |
| 서울 이랜드 FC     | 서울(2015)                  | 해당 사항 없음                    | 연고지 이전 없음                                                                                           |
| 안산 그리너스 FC   | 안산(2017)                  | 해당 사항 없음                    | 연고지 이전 없음                                                                                           |
| 충남 아산 FC       | 충남 아산 (2020)            | 해당 사항 없음                    | 연고지 이전 없음                                                                                           |

가 1990년도부터 전구단이 공식적으로 도시지역연고제를 실시하기로 하였지만 이미 광역지역연고제하에서 포항은 1988년부터  부산은 1989년부터 사실상 포항과 부산을 주연고지로 하여 대부분의 홈경기를 개최하였다.

나 1996년 서울에서 부천으로 연고지 이전을 했지만 부천종합운동장이 공사중인 관계로 2000년까지 서울 목동운동장 주경기장에서 전 홈경기를 개최하였다.

## 비판
1996년에 시행된 서울 연고 공동화 정책과 완전 지역 연고제 이후 K리그는 안양, 부천, 천안, 수원 등과 같은 중소도시 연고지 위주로 운영이 되었고 이에 대해 1998년에 열린 한국프로축구연맹 주최 공청회에서 김종환 스포츠마케팅 박사는 (2017년 기준으로 대한축구협회 집행부 일반이사) 프로축구 마케팅을 위한 틈새 아이디어로 대도시 연고지 구조의 프로야구와의 경쟁력 강화와 축구저변을 확대를 위한 바람직한 전략이라고 평가하기도 하였다.
그러나 당시 축구팬들 사이에서는 K리그 저변 확대와 활성화를 위해서 중소도시 위주 연고지 정책에 대해 당시 비어있던 서울, 대구, 광주를 포함한 대도시 위주 연고지 정책을 시행해야 한다는 여론이 제기되기도 하였으며근래들어 언론에서는 과거 서울 연고 공동화 정책의 강제시행과 그 후유증으로 지금까지 서울이라는 국내 프로스포츠 최대 빅마켓을 활용하지 못 하는 것과 그리고 프로야구와 달리 대도시 연고지를 활성화 시키지 못 하고 있는 것에 대해 비판 의견이 존재한다.
허정무 한국프로축구연맹 부총재도 2018년 11월 언론과의 인터뷰에서 서울 연고 공동화 정책은 서울 연고 구단이
지방으로 이전하는 이상한 현상을 만들어냈는데 정부지침이긴 하지만 프로축구 발전을 위해 당시에 어떻게든 막았어야 했던 정책이라고 비판하였다.

## 같이 보기
- K리그
- K리그 클래식
- K리그 챌린지
- K리그 컵대회
- FA컵
- 슈퍼컵
- 대한축구협회

## 참고 문헌
- 한국프로축구연맹 <한국프로축구 30년>, 2013
- 월간축구 (현 베스트일레븐)
- 국립중앙도서관 일간스포츠 마이크로필름 자료
- 네이버 디지털 뉴스 아카이브 옛날 신문 보기 보관됨 2019-03-20 - 웨이백 머신